# اليوم العالمي لمرض الناعور
اليوم العالمي لمرض الناعور (بالإنجليزية: world hemophilia day)‏ في 17 أبريل من كل عام يتم الاحتفال باليوم العالمي للهيموفيليا في جميع أنحاء العالم، وهو التاريخ الذي أعلنه الاتحاد العالمي للهيموفيليا الذي اختار التاريخ لإحياء ذكرى ميلاد مؤسسه فرانك شنابل.

## ما هو الناعور
نزف الدم الوراثي أو الهيموفيليا أو الناعور أو النزاف (بالإنجليزية: haemophilia)  هو الاسم الذي يٌطلق على أي من الأمراض الوراثية المتعددة التي تسبب خللا في الجسم وتمنعه من السيطرة على عملية تخثر الدم. إن الأسباب الوراثية (أو نادرًا، أسباب في المناعة الذاتية للجسم) تسبب نقصا في عوامل تخثر البلازما الذي يعمل على تسوية عملية تخثر الدم، عندما يصاب وعاء دموي بجرح لن تتكون خثرة ويستمر الدم بالتدفق عوامل التخثر لمدة طويلة من الزمن. يمكن للنزيف أن يكون خارجيًا، كالجلد إذا تم حكه بشيء أو عندما يُصاب بقطع، أو أن يكون النزيف ظاهراً أي في الكدمات التي على الجلد، نزيفا داخلياً كنزيف الأمعاء أو النزيف الدماغي أو النزيف في العضلات أو المفاصل أو الأعضاء المجوفة.

## كيف ينتقل المرض وما هو التكهن؟
ينتقل المرض من خلال الحمل الجيني المرتبط بالكروموسوم X، والذي يأتي مباشرة من الأم وينتهي به الأمر بوراثة طفل ذكر. في حالة الفتيات فهو نادر الحدوث.
الهيموفيليا ليست معدية ويصيب 1 من كل 10000 مولود جديد. إنه مرض وراثي مرتبط بالكروموسوم X. والكروموسومات مرتبة في أزواج. لدى النساء 2 كروموسوم X. في حين أن الرجال لديهم كروموسوم X واحد وكروموسوم Y واحد. عندما يصاب الرجل بالكروموسوم X الخاص به، فسوف يعاني من المرض، بينما إذا كان لدى المرأة كروموسوم X واحد مصاب، فسيكون حاملًا لـ لكنها لا تتطور إلى المرض. عندما يكون لدى المرأة اثنين من الكروموسومات X المتغيرة، فإنها ستعاني من المرض، على الرغم من أن هذا الظرف نادر جدًا. وهذا يفسر سبب كون معظم المصابين بالهيموفيليا رجالًا.
الطريقة الأخرى لظهور المرض هي عندما يحدث تعديل جيني بشكل عفوي وحيث لا يتدخل العامل الجيني. هذا النوع يسمى الهيموفيليا المكتسبة.
يرتبط التشخيص ارتباطًا وثيقًا بدرجة مضاعفات المرض، والتي يمكن أن تنتقل من خفيفة إلى شديدة جدًا. حتى الآن، العلاج النهائي غير معروف، يتم تطبيق العلاجات فقط لتحقيق أفضل مستويات تخثر الدم.

انتقال جين الهيموفيليا بين أفراد العائلة

## الهدف
الهدف من هذا اليوم العالمي للهيموفيليا هو تثقيف السكان حول المرض وتحقيق تبادل المعرفة والأبحاث لتحسين نوعية حياة المرضى المصابين بهذا المرض.